# Molophilus (Molophilus) kama
Molophilus (Molophilus) kama is een tweevleugelige uit de familie steltmuggen (Limoniidae). De soort komt voor in het Australaziatisch gebied.